# هنري دوغلاس (لاعب كرة قدم أمريكية)
هنري دوغلاس (بالإنجليزية: Henry Douglas)‏ هو لاعب كرة قدم أمريكية أمريكي، ولد في 3 مارس 1977 في بروكلين في الولايات المتحدة.